# Gioacchino Vitagliano

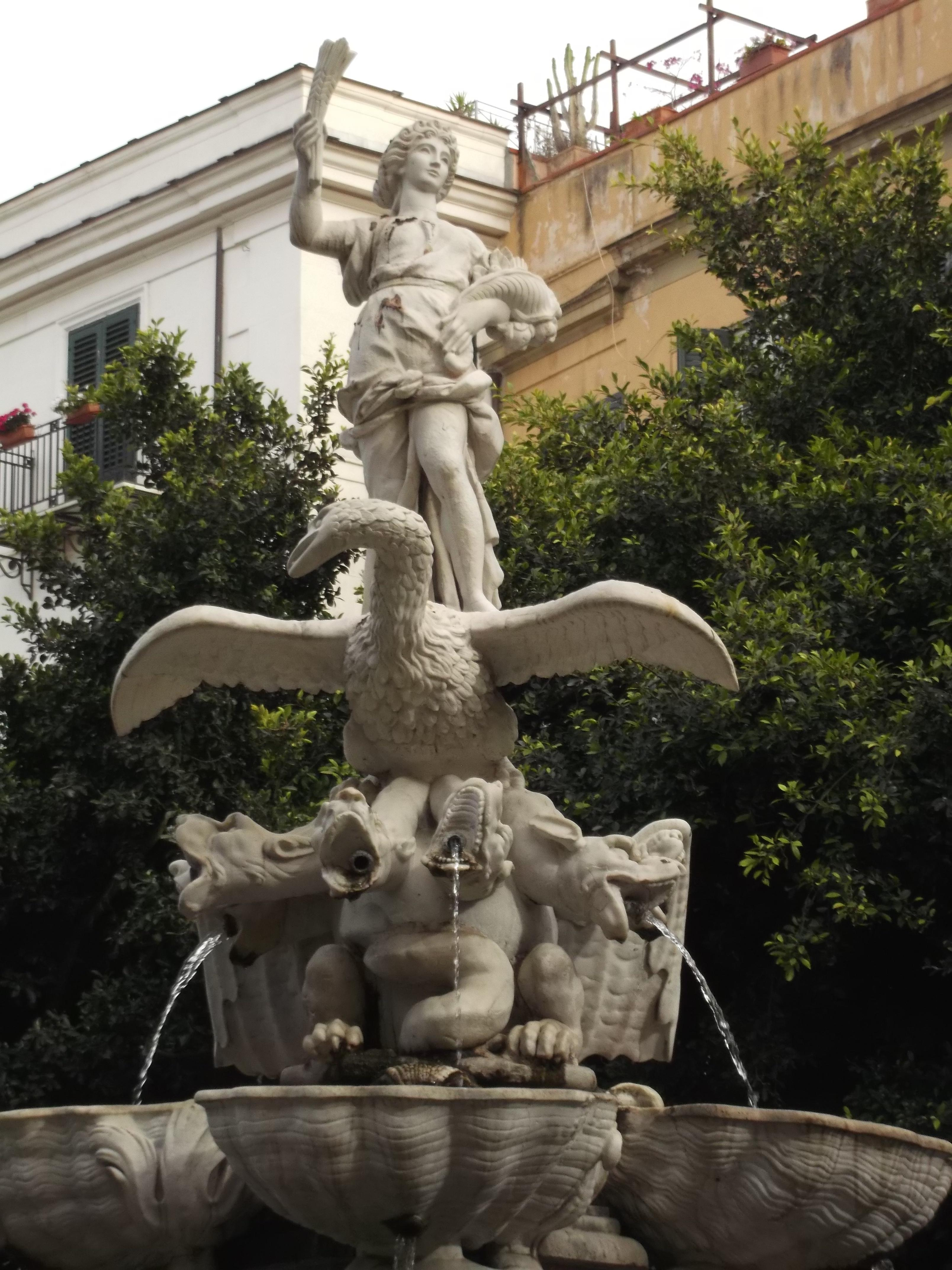
Fontana del Garraffo.

Gioacchino Vitagliano (Palermo, 1669 – Palermo, 27 aprile 1739) è stato uno scultore italiano.

## Biografia

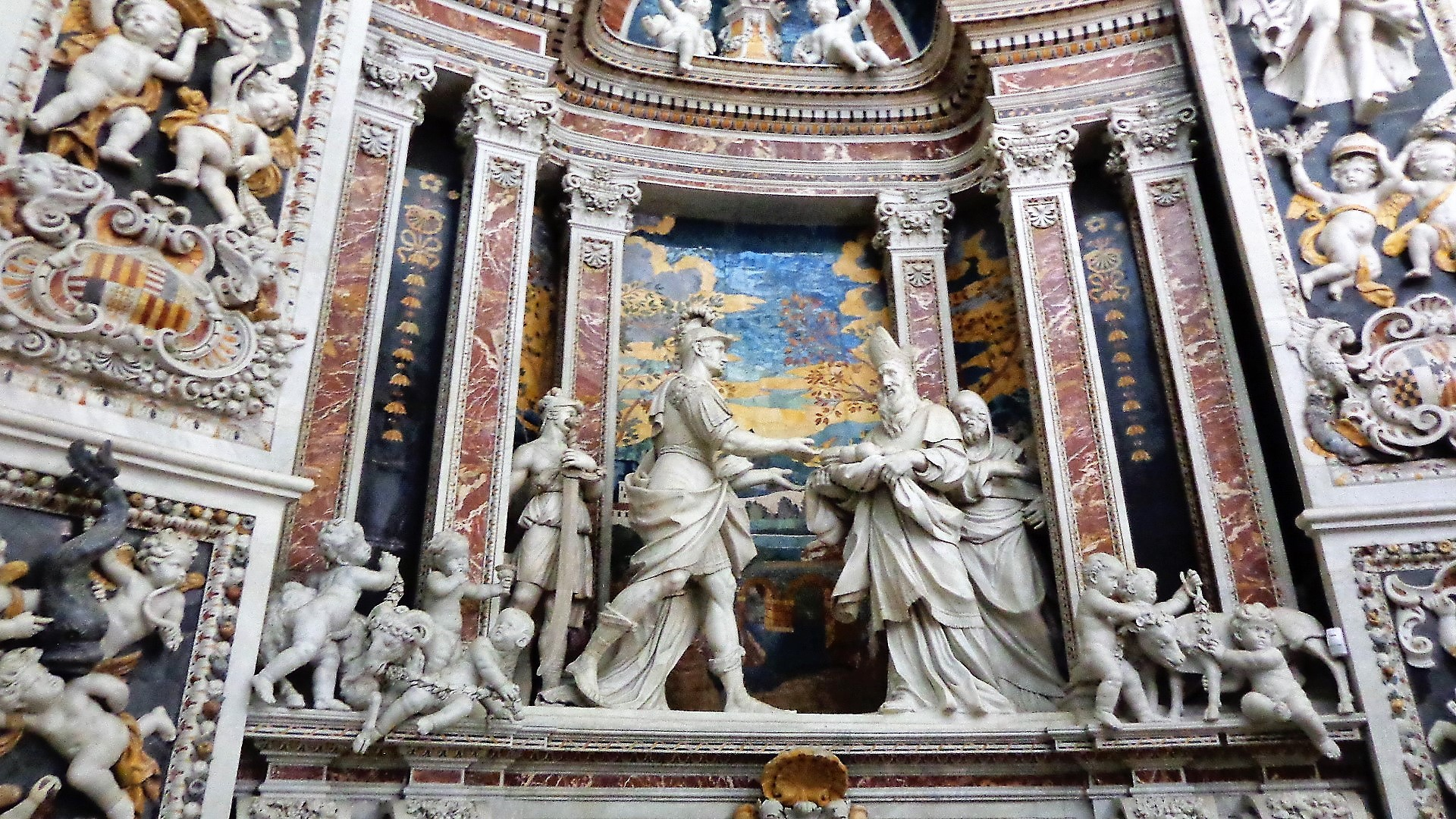
Chiesa del Gesù.

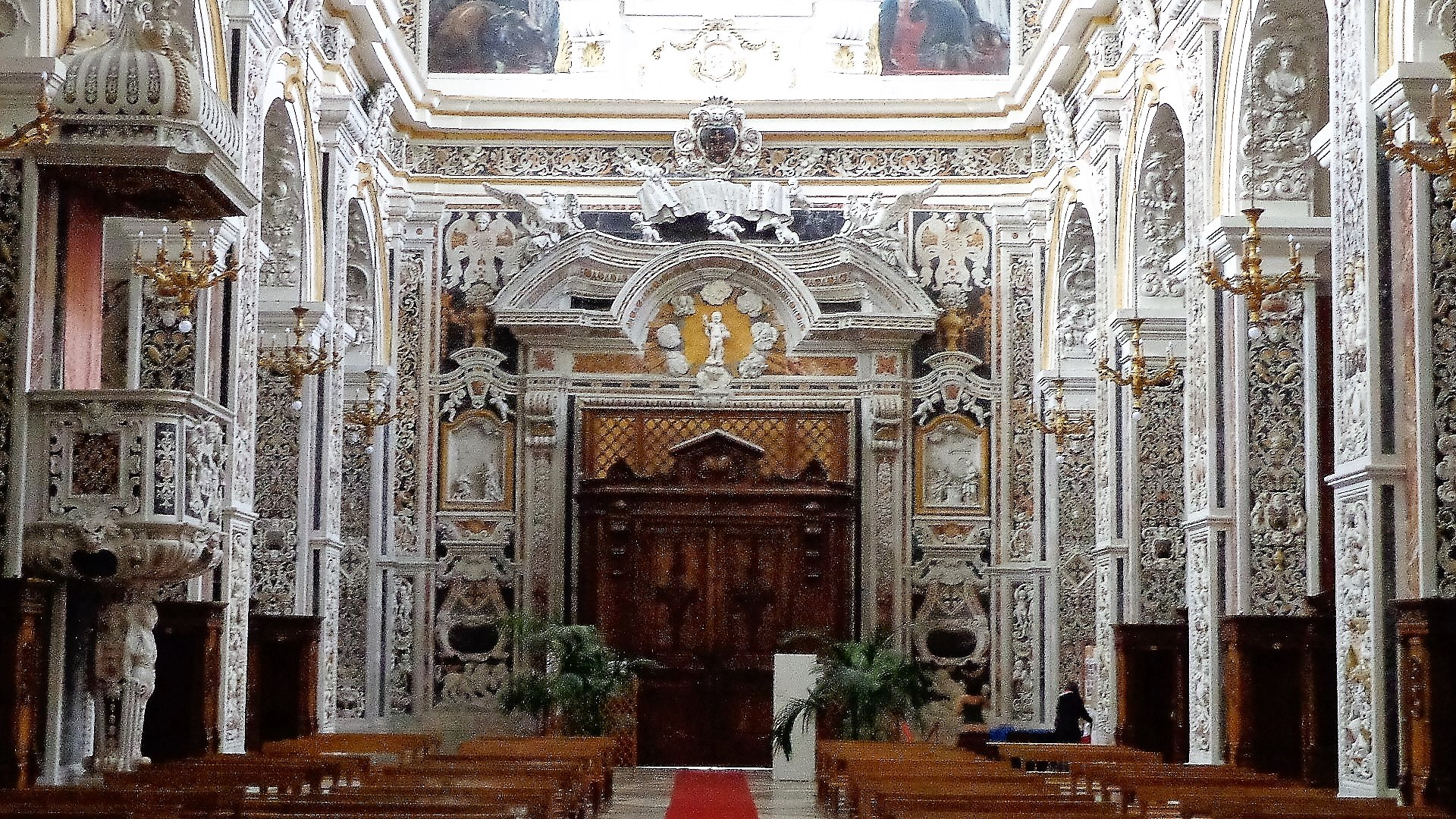
Chiesa del Gesù.

Gioacchino Vitagliano (o Vitaliano o Vitaliani) fu creatore di sculture in marmo e di figure in stucco in stile barocco, addestrato nel laboratorio di Giacomo Serpotta, suo cognato e autore di progetti, bozzetti e disegni di parecchie realizzazioni.
Gli scultori Nicolò e Vincenzo Vitagliano sono probabilmente figli di Gioacchino. Vincenzo è autore della scultura in marmo raffigurante Santa Rosalia del 1744 ubicata sul piazzale del duomo di Palermo.
Vincenzo Vitagliano fu padre di Gioacchino Vitagliano junior.

## Opere
- Chiesa del Gesù:
  - XVIII secolo, Bassorilievi, manufatti in marmo raffiguranti l'Adorazione dei pastori e l'Adorazione dei Magi, modellati su bozzetti di Giacomo Serpotta, controfacciata.[1]
  - XVIII secolo, Teatrini, altorilievi marmorei raffiguranti Gesù e la Samaritana e Gesù ridà la vista al cieco, realizzati con la collaborazione del discepolo Ignazio Marabitti.[2]
  - XVIII secolo, Achimelech offre i pani sacri a Re Davide, altorilievo presso l'altare maggiore.[3]
- XVIII secolo, Flagellazione di Cristo, manufatto marmoreo, opera documentata nella chiesa di Santa Cita di Palermo.
- 1696 - 1722, Misteri del Rosario, bassorilievi marmorei, inseriti nella preesistente decorazione secondo bozzetto di Giacomo Serpotta, ambiente barocco realizzato in marmi mischi, stucchi, opere presenti nella chiesa di Santa Cita.[4]
- 1730, Pavimento, manufatto in marmo, opera realizzata con la collaborazione del figlio Nicolò Vitagliano presente nell'Oratorio di Santa Caterina d'Alessandria.
- 1698, Figure, manufatti marmorei per fontana, opere realizzate su disegno di Paolo Amato presenti nella Fontana del Garraffo.
- XVIII secolo, Fontana, manufatto marmoreo da giardino con raffigurazioni di santi (San Filippo Neri, San Francesco di Sales, San Camillo de Lellis, San Carlo Borromeo, San Felice da Cantalice), opera ubicata presso Villa Filippina.[5]
- 1702, San Domenico, statua marmorea con segni dello Zodiaco, opera presente nella facciata della chiesa di Santa Maria della Pietà.
- XVIII secolo, Statue, manufatti marmorei presenti nel prospetto della chiesa di Sant'Anna la Misericordia.
- 1713c., Carità, allegoria, statua marmorea, opera presente nella Cappella di San Francesco di Paola della cattedrale metropolitana primaziale della Santa Vergine Maria Assunta.
- 1665 ante, Immacolata Concezione, statua marmorea realizzata su modello di Giacomo Serpotta, già documentata fino al 1665 a decoro dei Magazzini del Senato al Molo, descritta nell'Aula Senatoria di Palazzo Pretorio.[6]
- 1714c, Vittorio Amedeo II di Savoia, statua marmorea, opera documentata collocata nella piazza antistante l'Ospedale Grande di Trapani.[7]

## Galleria d'immagini

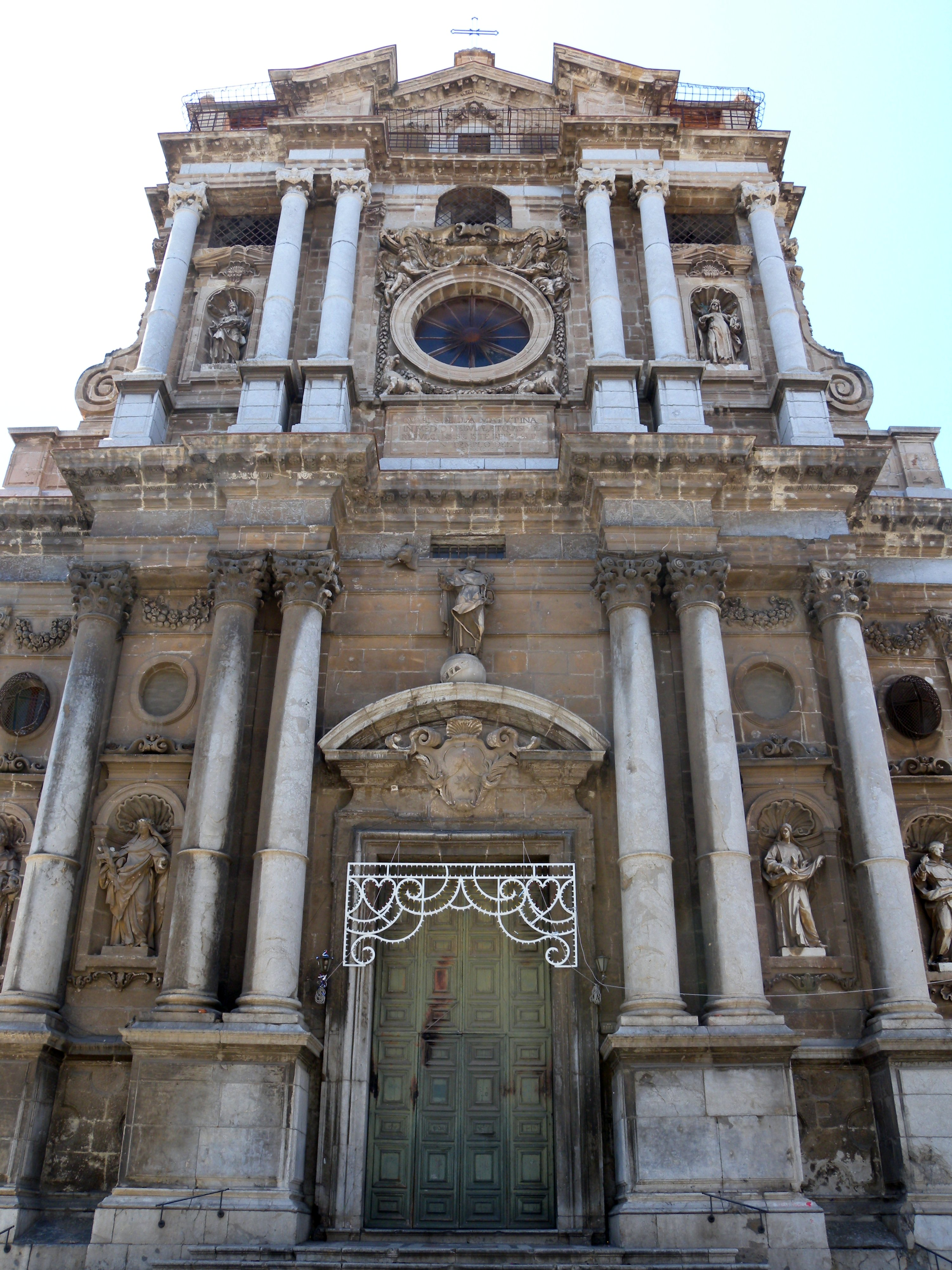
Chiesa di Santa Maria della Pietà
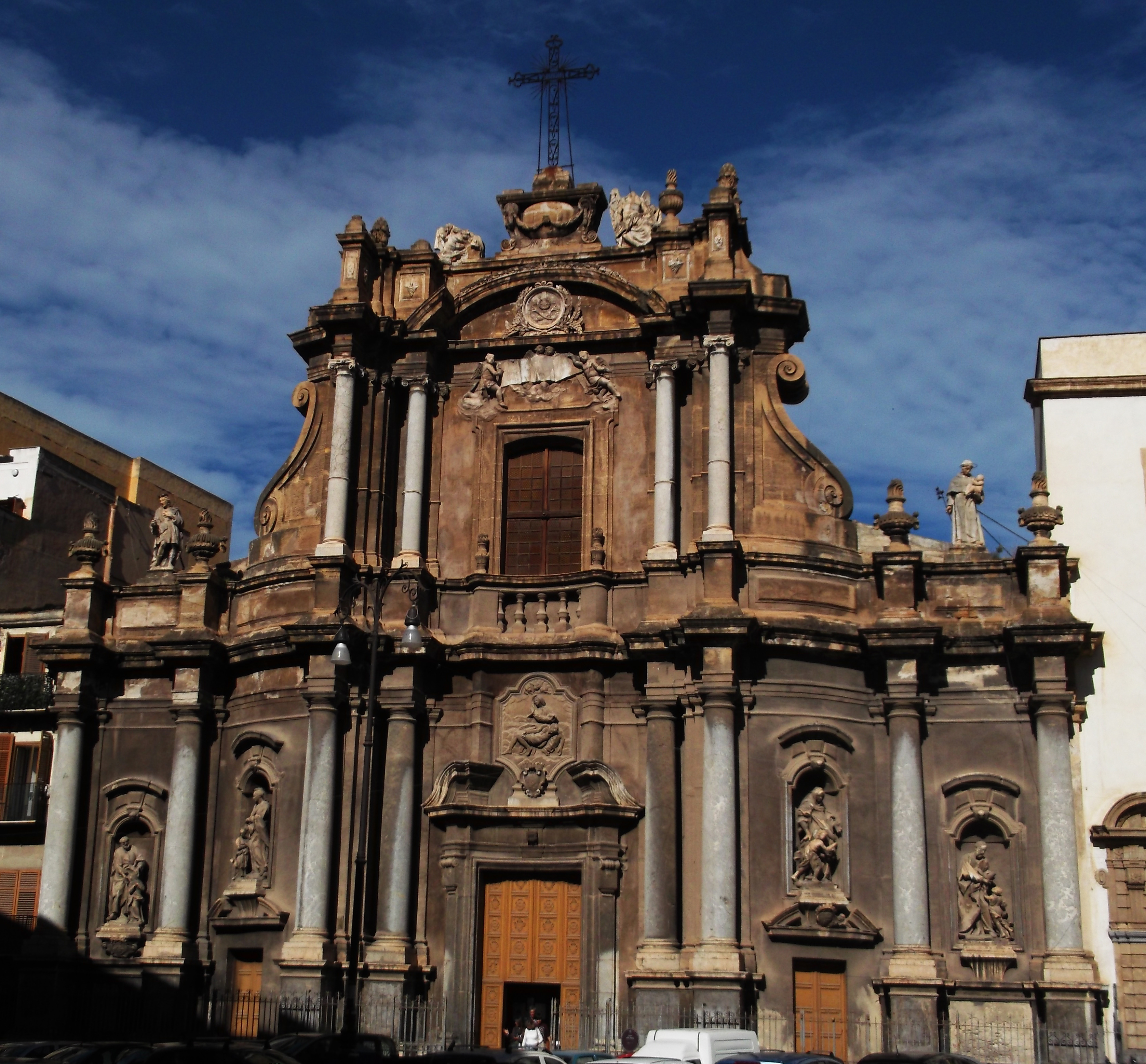
Chiesa di Sant'Anna la Misericordia
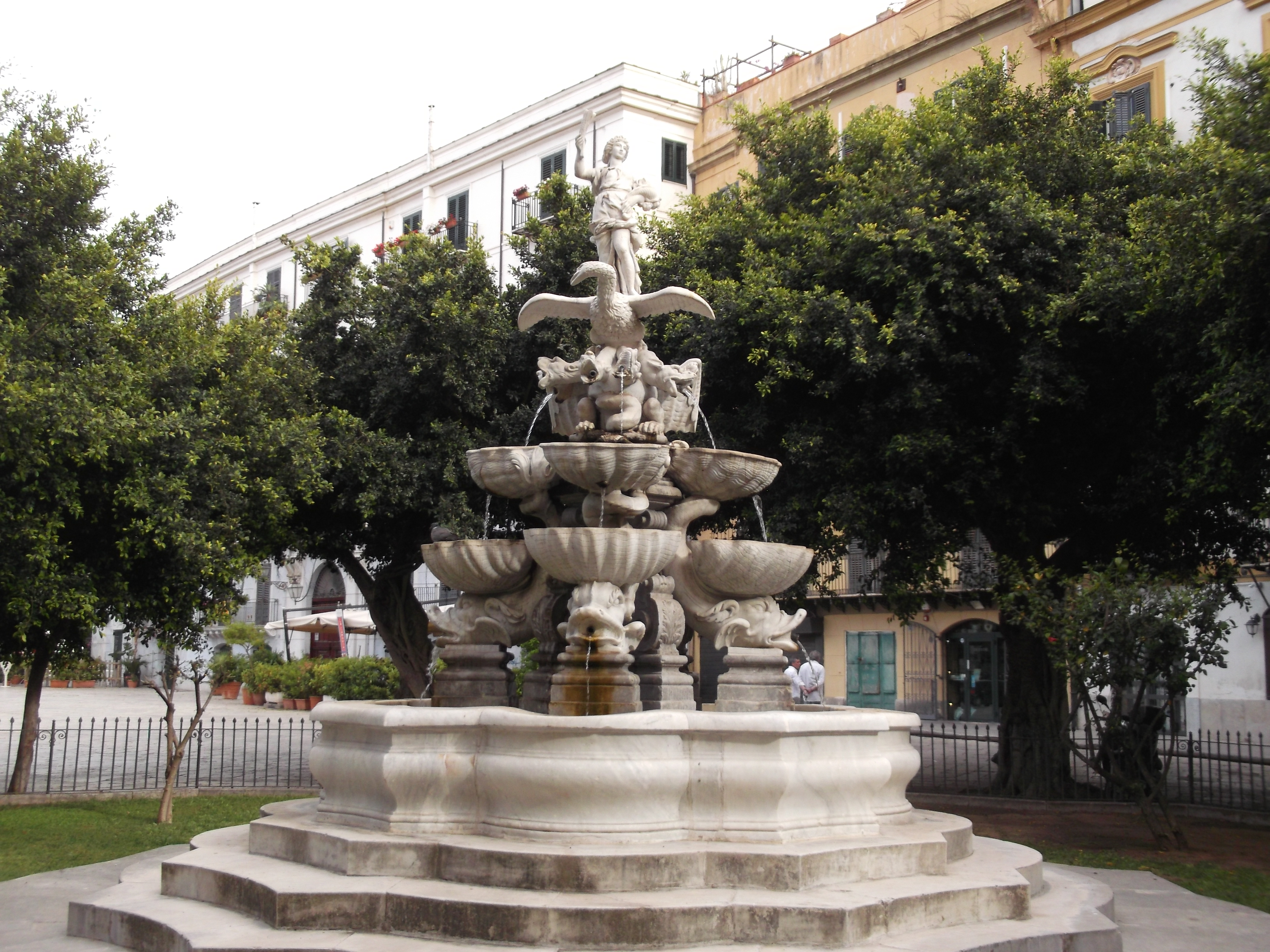
Fontana del Garraffo